# Christopher Wheeldon

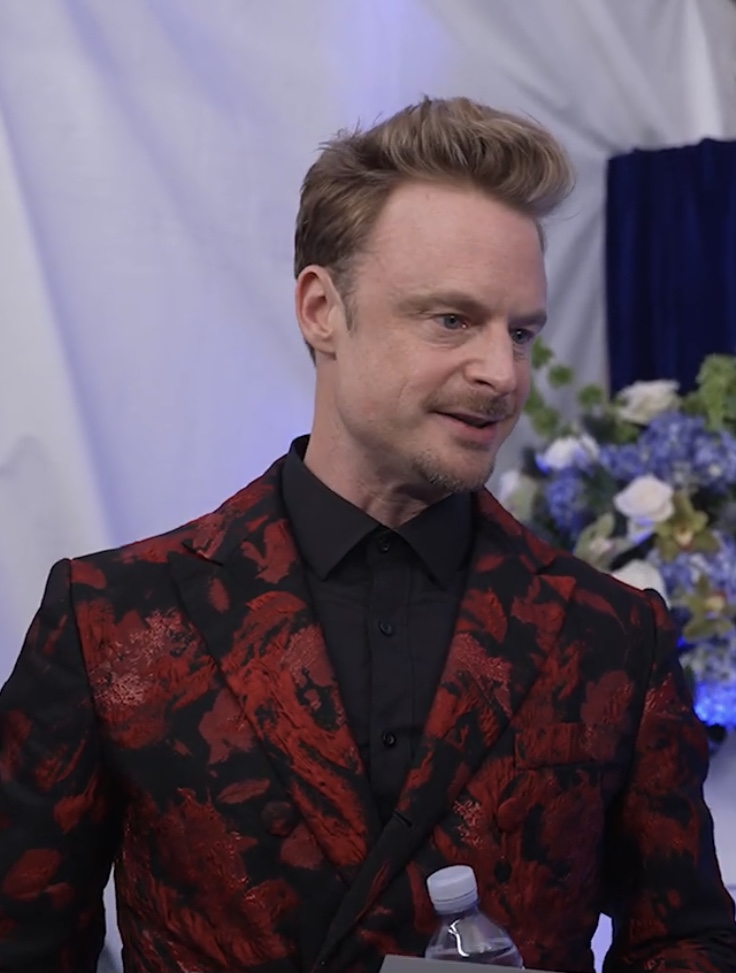
Christopher Wheeldon op de Tony Awards in 2022

Christopher Peter Wheeldon OBE (Yeovil, 22 maart 1973) is een Engelse ballet-choreograaf. 

## Leven en carrière
Wheeldon is afkomstig uit Yeovil (graafschap Somerset), als zoon van een ingenieur en een fysiotherapeut, begon Wheeldon op achtjarige leeftijd met een opleiding tot balletdanser . Tussen zijn 11e en 18e ging hij naar de Royal Ballet School. In 1991 trad Wheeldon toe tot het Royal Ballet, Londen ; en in datzelfde jaar won hij de gouden medaille op de Prix de Lausanne-competitie. In 1993, op 19-jarige leeftijd, verhuisde Wheeldon naar New York om zich bij het New York City Ballet aan te sluiten. Wheeldon werd in 1998 benoemd tot solist.
Hij begon in 1997 met choreograferen voor het New York City Ballet, terwijl hij zijn carrière als danser voortzette. In 2000 stopte hij als danser om zich op zijn choreografie te kunnen concentreren.
In 2001 werd Wheeldon de huischoreograaf van het New York City Ballet en de eerste huisartiest. Hij was productief in deze functie en choreografeerde meerdere veelgeprezen werken voor de groep, waarvan Polyphonia de eerste was. Hij ontwikkelde al snel een reputatie als een getalenteerde choreograaf en verschillende andere vooraanstaande balletgezelschappen, zoals het San Francisco Ballet, het Bolsjojballet en het Royal Ballet of London hebben werken bij hem besteld. In mei 2003 had Wheeldon minstens 23 werken gechoreografeerd.
In november 2006 kondigde Wheeldon de oprichting aan van Morphoses/The Wheeldon Company, een trans-Atlantisch bedrijf met een Amerikaanse basis in het theater New York City Center en in het Verenigd Koninkrijk in het Sadler's Wells Theatre (Londen). In het eerste seizoen trad het gezelschap op in Vail, Londen en New York. Wheeldon voltooide zijn ambtstermijn als huischoreograaf van het New York City Ballet in februari 2008. In 2009 gaf de City Parks Foundation Wheeldon en de hedendaagse singer/songwriter Martha Wainwright de opdracht een nieuw werk te maken. Het stuk, getiteld "Tears of St. Lawrence", ging op 14 en 15 augustus in première in Central Park SummerStage. Het vijftien minuten durende ballet, gechoreografeerd door Christopher Wheeldon en Edwaard Liang, bestond uit twaalf dansers, begeleid door livemuziek en zang van Wainwright, die zong terwijl hij zich tussen de dansers mengde. In februari 2010 nam hij ontslag bij Morphoses, dat balletten zal blijven produceren zonder zijn naam.
De tv-documentaire "Strictly Bolshoi" volgde hem toen hij de eerste Engelsman werd die werd uitgenodigd om een nieuw werk te maken voor het prestigieuze Bolshoi Ballet .
In de uitgave van The Advocate van juni / juli 2009 stond Wheeldon op de "Forty Under 40" -lijst. Christopher Wheeldon werd in 2012 benoemd tot artistiek medewerker van The Royal Ballet.
In 2011 ging Wheeldon in première met een avondvullend ballet "Alice's Adventures in Wonderland" bij het Royal Ballet, Covent Garden. Het balletstuk is een adaptatie van Alice in Wonderland door Lewis Carrol. Dit was het eerste avondvullende ballet dat in meer dan 20 jaar door het Royal Ballet werd gemaakt en werd gemaakt in samenwerking met het National Ballet of Canada . Het ballet ging op 28 februari 2011 in wereldpremière (met Royal Ballet-solo Lauren Cuthbertson in de hoofdrol) en bevatte een gloednieuwe partituur van Joby Talbot.
In 2014 bracht Wheeldon nog een avondvullend ballet in première, The Winter's Tale for the Royal Ballet, Covent Garden, gebaseerd op het gelijknamige toneelstuk van Shakespeare. Het bevatte ook een score van Joby Talbot en kreeg over het algemeen een goede recensie - 'een ballet om te houden', zegt The Daily Telegraph .
Wheeldon werd tijdens de New Year Honours 2016 benoemd tot Officer of the Order of the British Empire (OBE) voor "diensten aan het promoten van de belangen en reputatie van Britse klassieke en theatrale dans wereldwijd".
In december 2016 debuteerde Wheeldon zijn pas gechoreografeerde Nutcracker in première samen met het Joffrey Ballet in Chicago. In plaats van de traditionele upper class party scene, heeft Wheeldon gekozen voor een 'shack scene' die zal plaatsvinden in het zuiden van Chicago. Marie maakt dan kennis met de betoverde wereld van snoep en vreemde oorden.
In 2019 ging Wheeldons Cinderella in-the-round met English National Ballet in première in de Royal Albert Hall met meer dan 90 dansers en projecties die de sprookjesachtige setting creëerden.
Op 1 februari 2022 ging MJ the Musical in première op Broadway. Wheeldon werd genomineerd voor Beste Regie van een Musical en Beste Choreografie bij de Tony Awards en won de laatste. In juni 2022 ging zijn ballet Like Water for Chocolate in première. De muziek werd door Joby Talbot geschreven.

## Privéleven
Wheeldon trouwde in 2013 met yoga -instructeur Ross Rayburn. De ceremonie vond plaats op Fire Island, NY en werd gepubliceerd op Vimeo door Daniel Robinson.

## onderscheidingen
- Prix de Lausanne, Gold Medal (1991)
- Mae L. Wien Award, School of American Ballet
- Martin E. Segal Award, Lincoln Center, New York
- London Critics' Circle Award
- American Choreography Award
- Olivier Award
- Dance Magazine Award
- Prix Benois de la Danse–2013, best choreography (Cinderella by Sergei Prokofiev, Dutch National Ballet)
- Prix Benois de la Danse–2015, best choreography (The Winter's Tale by Joby Talbot, The Royal Ballet)
- 2015 Tony Award for best choreography 'An American in Paris'
- Times Arts Award for Best Director of A Musical 'An American in Paris"
- Outer Critics Circle Award Best Director of a musical 'An American in Paris' and choreography 'An American in Paris'
- Broadwayworld.co.uk award for Best Director of a Musical for An American in Paris.
- 2022 Tony Awards for best choreography 'MJ the Musical'